# Exorista patelliforceps
Exorista patelliforceps är en tvåvingeart som beskrevs av Louis-Paul Mesnil 1963. Exorista patelliforceps ingår i släktet Exorista och familjen parasitflugor. Inga underarter finns listade i Catalogue of Life.